# Yogurt con la cenere
Lo yogurt  con la cenere (mala ya kienyeji o kamabele kambou, in swahili)  è un yogurt prodotto tradizionalmente nella regione del Pokot occidentale nella Provincia della Rift Valley, in Kenya.

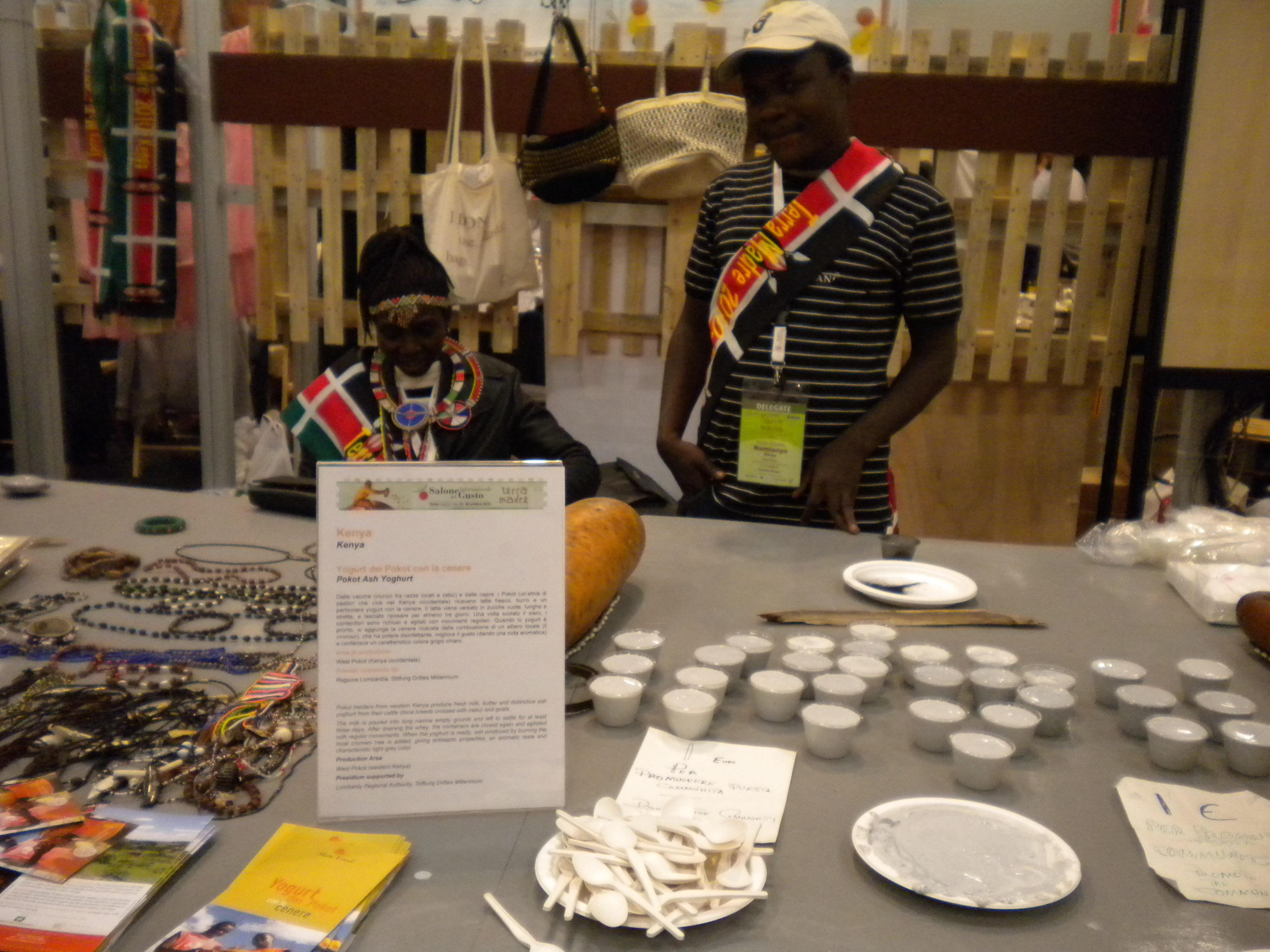
Lo stand dello yogurt dei Pokot durante il salone del gusto 2010.

## Storia
Da sempre, lo yogurt con la cenere ha rappresentato uno degli alimenti principali per gli abitanti delle comunità dei villaggi di Tartar e Soibee (zona collinare a circa 2000 metri di
altitudine, nei pressi del Monte Elgon). Oggi l'allevamento è meno diffuso, e il latte è ormai prodotto da poche famiglie per un consumo quasi privato:  dal 2009 è un presidio, e nell'ambito di questo progetto slow food intende salvaguardare un prodotto molto particolare in cui la comunità Pokot si riconosce e identifica.

## Metodo di ottenimento
È ottenuto da latte crudo di vacca (incroci fra razze locali e zebù) o di capra. Il latte viene lasciato riposare a temperatura ambiente dai tre a sette giorni all'interno di una calabassa, tradizionale contenitore ricavato dalle zucche. La fermentazione e l'acidificazione avvengono spontaneamente grazie alla naturale carica batterica del latte e dei recipienti. Quando lo yogurt è pronto, si aggiunge una cenere ricavata dalla combustione di un albero locale, il cromwo. La cenere, che ha potere disinfettante, dà allo yogurt un sapore più intenso e un  caratteristico colore grigio chiaro.

## Filmografia
Alla 62ª edizione della Berlinale, il documentario  Pokot Ash Yoghurt di Francesco Amato e Stefano Scarafia, è stato inserito nel programma "Culinary Cinema".